# 赵声

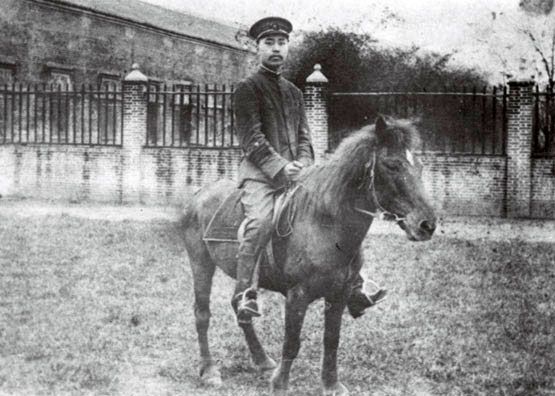

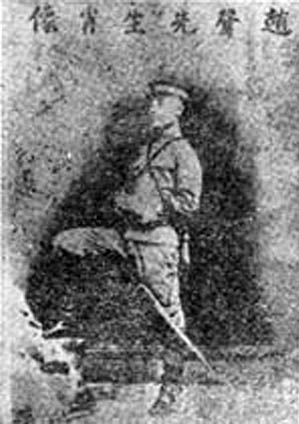

趙聲（1881年3月16日—1911年5月18日），原名毓聲，字伯先。江蘇省鎮江市丹徒人，光復會成員，中國近代民族革命運動先驅。著有《保国歌》。

## 年表
- 1881年3月16日，出生於丹徒縣大港鎮。
- 少時入鎮江第一樓街鮑氏書塾就讀，與同學馬貢芳、柳翼謀成摯友。
- 1898年，中秀才。
- 1900年，以第一名入江南陸師學堂。後入學江南水師學堂。
- 1903年2月，東渡日本考詢軍政。
- 1903年，擔任三江師範學堂（後改為兩江師範學堂，現南京大學前身）教習。同年作《保國歌》。
- 1906年，在南京入新軍，任陸軍第九鎮33標標統。加入中國同盟會。在陸軍第九鎮中發展革命組織。被推舉為長江流域同盟會盟主，在長江流域暗中積蓄革命武裝力量。
- 1910年，庚戌年起義，擔任總指揮，倪映典為副總指揮，領導廣州起義，史稱“庚戌廣州新軍之役”。失敗後赴南洋籌募革命經費，並任香港同盟會會長。
- 1911年，辛亥年起義，擔任總指揮，黃興為副總指揮，領導革命党人士第三次廣州起義“黃花崗之役”。
- 1911年5月18日，由于广州两次起义均失败，忧愤成疾，在香港病逝。民国元年（1912）被南京临时政府追赠为陆军上将。

## 家庭
趙聲父親趙蓉曾，夫人嚴承志，弟趙念伯、趙光，妹趙芬。

## 紀念
在鎮江市區設有伯先路和伯先公園。

## 佚事
蘇曼殊《絳紗記》三十：
趙百先（註：伯先）少有澄清天下之志，余教習江南陸軍小學堂時，百先為新軍第三標標統，始與相識，余歎為將才也。每次過從，必命兵士攜壺購板鴨黃酒。百先（註：伯先）豪於飲，余亦雄於食。既醉，則按劍高歌於風吹細柳之下，或相與馳騁於龍蟠虎踞之間，至樂也。別後作畫，倩劉三為題“定庵絕句”贈之曰：「絕域從軍計惘然，東南幽恨滿詞箋。一蕭一劍平生意，負盡狂名十五年。」
蘇曼殊<答蕭公書>...今託穆弟奉去飲馬荒城圖一幅，敬乞足下為焚化於趙公伯先墓前，蓋同客秣陵時許趙公者，亦昔人掛劍之意;此畫而後，不忍下筆矣。